# Eunomie
Pour les articles homonymes, voir Eunomie (homonymie).

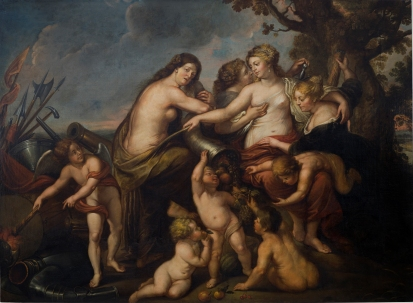
Allégorie de la paix et le bonheur de l'État, avec Eunomie, Diké et Irène.

Dans la mythologie grecque, Eunomie (en grec ancien Εὐνομία / Eunomía) est une déesse mineure. Son nom est aussi un nom commun qui peut se traduire en français par « ordre bien réglé, bonne législation, justice, équité ».
Elle est, selon Hésiode, l'une des trois Heures, filles de Zeus et Thémis et ses deux sœurs sont Dicé (qui personnifie la Justice) et Eiréné (la Paix). Elles étaient célébrées lors de la fête de l'Horée marquant le changement des saisons.
Eunomie personnifie la Loi, la Législation, l'Ordre, la Justice et l'Équité. Elle est associée à la stabilité interne d'un État, y compris l'établissement de bonnes lois et le maintien de l'ordre civil. Son opposée est Dysnomie (l'Anomie). Elle est également la déesse du Printemps des pâturages verts.

## Iconographie
Elle est fréquemment représentée dans la peinture des vases athéniens parmi les compagnes d'Aphrodite, et dans ce sens, représente le comportement légal ou obéissant des femmes dans le mariage. Comme tel, elle est identifiée à Eurynomé, la mère des Charites.

## Sources
- Alcman (fr. 64 [édition ?]).
- Pseudo-Apollodore, Bibliothèque [détail des éditions] [lire en ligne] (I, 3, 1).
- Bacchylide (fr. 13 et 15).
- Démosthène, Contre Aristogiton (XXV, 11).
- Diodore de Sicile, Bibliothèque historique [détail des éditions] [lire en ligne] (V, 72, 5).
- Hésiode, Théogonie [détail des éditions] [lire en ligne] (v. 901).
- Hymnes orphiques [détail des éditions] (lire en ligne) (XLIII aux Heures ; LX aux Charites).
- Hygin, Fables [détail des éditions] [(la) lire en ligne] (v. 183).
- Lyrique grec V Anonyme Fragment 1018
- Pindare, Odes [détail des éditions] (lire en ligne) (Olympiques, IX ; XIII, str. 1).
- Solon (fr. 4).